# Лучшая практика
Лу́чшая пра́ктика (англ. best practice) — формализация уникального успешного практического опыта. Согласно идее лучшей практики, в любой деятельности существует оптимальный способ достижения цели, и этот способ, оказавшийся эффективным в одном месте, может оказаться столь же эффективным и в другом. В литературе по менеджменту англ. термин часто переводится на русский как передовой опыт.
Впервые идею лучших практик сформулировал в 1914 году Фредерик Тейлор: «Среди всего многообразия методов и инструментов, используемых в каждый момент каждого процесса, всегда есть один метод и инструмент, который работает быстрее и лучше остальных». Однако сам принцип лучших практик существует как минимум со времён средневековья (в качестве примера можно упомянуть запреты на раскрытие цеховых секретов).
Цель системы лучших практик — обеспечение возможности обнаружения и использования того, что уже существует.